# 密歇根-休伦湖
密歇根-休伦湖（英語：Lake Michigan–Huron）也被称为休伦-密歇根湖（英語：Lake Huron–Michigan），是指北美洲五大湖中由密歇根湖与休伦湖共同组成的水域。由于密歇根湖和休伦湖通过5英里（8.0）宽295英尺（90）深的麦基诺水道相连接，并且两湖水位通过水道保持相同，因此这两个湖泊从水文学的角度讲其实是一个湖。麦基诺水道中的水流方向总体而言为自西向东流动，但有时也会出现例外情况。密歇根-休伦湖是世界上面积最大的淡水湖，但若将两者分开来算的话，苏必利尔湖才是五大湖中面积最大的那个。

## 地质史

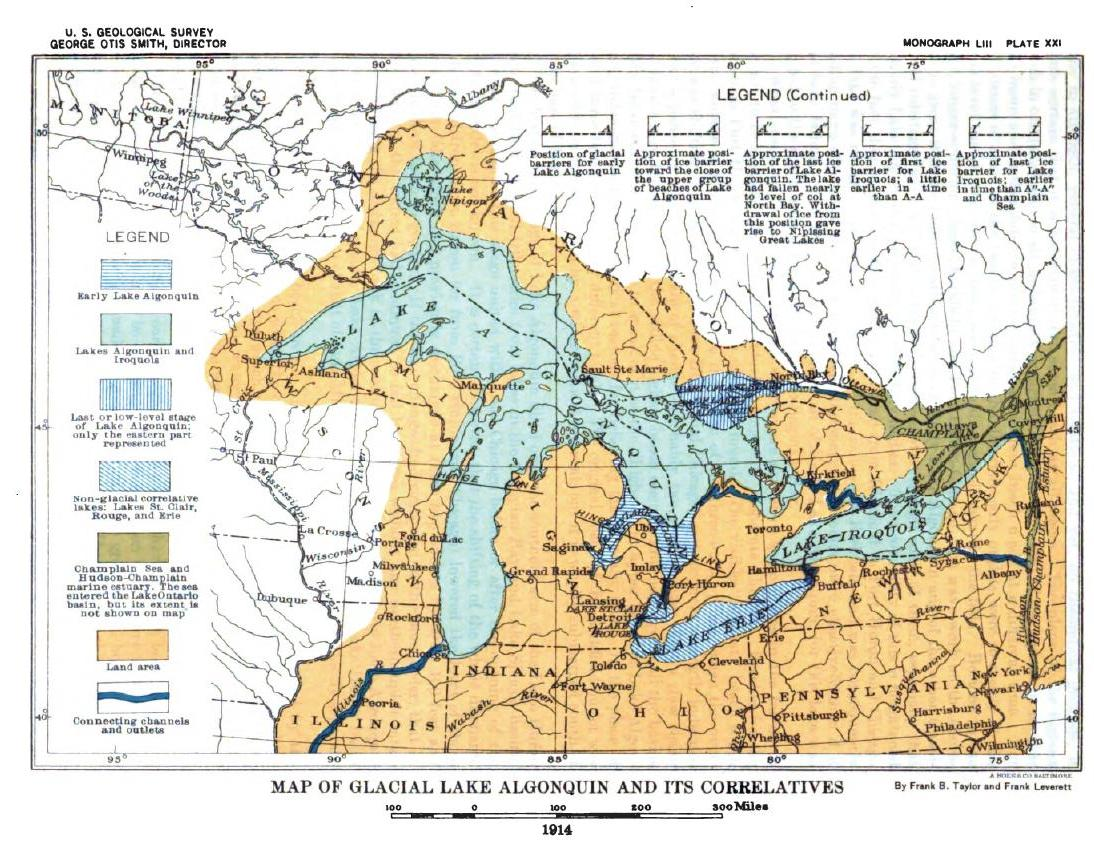
11000年前的阿尔昆冈湖和其他相关地区

密歇根湖与休伦湖的湖盆大小及连通性在上一个大冰期发生了巨大的变化。劳伦斯冰盖的移动对地形地貌产生了构建作用，并带来了大量冰川融水，形成了诸多冰川湖。在其他不同的时期，密歇根湖与休伦湖曾经是多个湖泊，甚至部分区域属于其他湖泊的一部分。
大约在公元前9000年，随着冰原的消退，现今为休伦湖和苏必利尔湖的大部分地区形成了一个大湖，被地质学家称为阿尔昆冈湖。而在其东北部，冰盖起到了拦湖水坝的作用。而在此之前，芝加哥湖位于密歇根湖盆地的南端，亦位于冰盖的南端，其中芝加哥湖和阿尔昆冈湖皆向南流入密西西比河流域。到了大约9500年前，冰川的消融令湖水获得了向东流动的通道，斯坦利湖（休伦湖的前身）与奇珀瓦湖（密歇根湖的前身）这两个冰前湖得以分离，其中奇珀瓦湖的水位略高于斯坦利湖。这两个湖泊通过麦基诺水道相连接，使得奇珀瓦湖中的水涌入斯坦利湖。由于冰川消融及后冰期回弹导致的持续性淤地，该地区的河流系统持续改变，最终使全部三个湖盆地（苏必尔湖盆地、密歇根湖盆地和休伦湖盆地）重新统合为尼皮辛五大湖。稳定局面持续了长达1000多年之久，直到大约4000年前除圣克莱尔河以外的其他湖泊外流口被阻塞时才终结。五大湖当前的构造正是其后冰期时代漫长演化史的体现。

## 水深测量及水文学

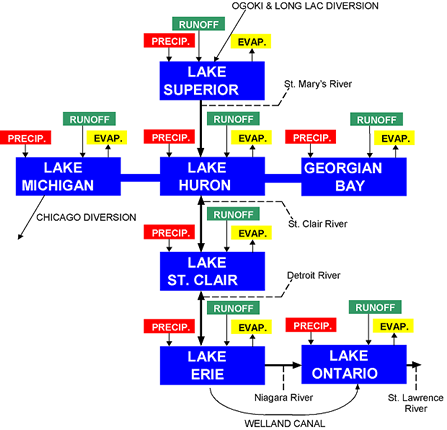
美国国家海洋和大气管理局推出的五大湖水文示意图，该图将密歇根-休伦湖视为一个具有三个湖盆的湖泊，其中包括密歇根湖、休伦湖和乔治亚湾。

密歇根湖和休伦湖通过麦基诺水道相连接，该水道有5英里（8）宽120英尺（37）深。而与之相比休伦湖的最大深度为750英尺（229），密歇根湖的最大深度为923英尺（281）。尽管这一水道在湖岸线的轮廓上形成了明显的瓶颈，且从测深学的角度讲两边分属于不同的盆地，但其宽度和深度足以令两边的湖水自由流动。由于水道相连的缘故，密歇根湖与休伦湖的水位持平（在2015年6月时皆为580英尺（177））。
密歇根-休伦湖的最大流入是苏必利尔湖湖水通过圣玛丽河的流入，最大流出则是通过圣克莱尔河流向伊利湖，这两处河口皆位于休伦湖湖盆。由于假潮及天气（如气压大小和风力）等因素会对各湖盆造成一定的影响，麦基诺水道中的水流速度会随着时间的不同而有所差异，有时在某一方向上的流速甚至超过75,000 m3/s（2,600,000 cu ft/s）并持续数个小时。然而从总体而言，该水道内水流大小平均值约为1,500—2,000 m3/s（53,000—71,000 cu ft/s），水流方向向东并最终流向圣克莱尔河河口。而流入密歇根-休伦湖的圣玛丽河水流量由国际联合委员会通过水闸进行控制，该委员会由美加两国共同管理。

## 单一湖泊
由于麦基诺水道的宽度及深度远不及密歇根湖和休伦湖，因此在历史上密歇根湖和休伦湖被视为两个独立的湖泊。例如在对湖泊深度或面积进行排名时，密歇根湖和休伦湖经常被分开列出。不过从水文学的角度上讲，密歇根湖和休伦湖属于同一个水体，因此有的时候会使用这两个湖泊的总面积和体积。当密歇根-休伦湖被视为单独一个整体时，该湖泊将会是世界上面积最大的淡水湖。

## 延伸阅读
- Burg, J. P. . Journal of Geophysical Research. Vol. 64 no. 10. 1959: 1591–1595. Bibcode:1959JGR....64.1591B. doi:10.1029/jz064i010p01591.
- De Geer, Sten. . Volume 4 of Geografiska annaler. Svenska Sällskapet för Antropologi och Geografi. 1928.
- Mortimer, Clifford H. . Madison, Wis.: University of Wisconsin Press. 2004: 59–78; 190–192; 300–309  [2023-05-08]. ISBN 978-0-299-17834-5. （原始内容存档于2023-04-24）.
- Polderman, Nathan J.; Pryor, Sara C. . Journal of Great Lakes Research. Vol. 30 no. 3. 2004: 419–434. doi:10.1016/S0380-1330(04)70359-7.
- Schaetzl, Randall J.; Krist, Frank J.; Rindfleisch, Paul R.; Liebens, Johan; Williams, Thomas E. . Annals of the Association of American Geographers. Vol. 90 no. 3. 2000: 443–466. S2CID 55689261. doi:10.1111/0004-5608.00204.
- Schaetzl, Randall J.; Drzyzga, Scott A.; Weisenborn, Beth N.; Kincare, Kevin A.; Lepczyk, Xiomara C.; Shein, Karsten; Dowd, Cathryn M.; Linker, John. . Annals of the Association of American Geographers. Vol. 92 no. 3. 2002: 399–415. S2CID 56412226. doi:10.1111/1467-8306.00296.
- Sellinger, Cynthia E.; Craig A. Two; E. Conrad Lamon; Song S. Qian. . Environ. Sci. Technol. Vol. 42 no. 42. 2008: 367–373. PMID 18284132. doi:10.1021/es070664.
- Shelton, William A. . Journal of Political Economy. Vol. 20 no. 6. 1912: 541–573  [2023-05-08]. S2CID 154045181. doi:10.1086/252049 . （原始内容存档于2023-04-08）.